# Арбон
Арбон (нем. Arbon) — город в Швейцарии, центр округа Арбон, находится в кантоне Тургау.
Население составляет 14 796 человек (на 31 декабря 2019 года). Официальный код — 4401.

## История
В конце XIX — начале XX века «Энциклопедический словарь Брокгауза и Ефрона» так описывал этот населённый пункт на своих страницах:

«Арбон — гл. город округа того же имени в швейцарском кантоне Тургау, на полуострове Боденского озера, близ линии Роршах-Романсгорн Сев.-Вост. швейцарской ж. д., имеет 1948 жит., красивую церковь, в которой совершается богослужение для лиц протестантского и католического вероисповеданий. Окрестности А. богаты плодами и виноградом. А. лежит на месте древней римской крепости Arbor felix, построенной в I стол. по Р. Х. для обороны дороги от Augusta Rauracorum к Brigantia (Брегенц) и разрушенной в V стол. аламаннами. В средние века при А., около самого озера, возвышался Гогенштауфенский замок, где жил Конрадин Швабский в 1266 году до похода в Италию».

## Состав коммуны
- Фраснахт

## Фотографии
- Памятник
- Церковь
- Памятник